# James Douglas (ridder)
James Douglas (?, ca 1286 - Teba, 25 augustus 1330) was een trouwe vriend van Robert the Bruce en een van de aanvoerders van het Schotse leger in de Schotse vrijheidsoorlogen. Hij had bij de Schotten de bijnaam The Good (de Goede) en bij de Engelsen de bijnaam Black Douglas (Zwarte Douglas).

## Uiterlijk en persoonlijkheid

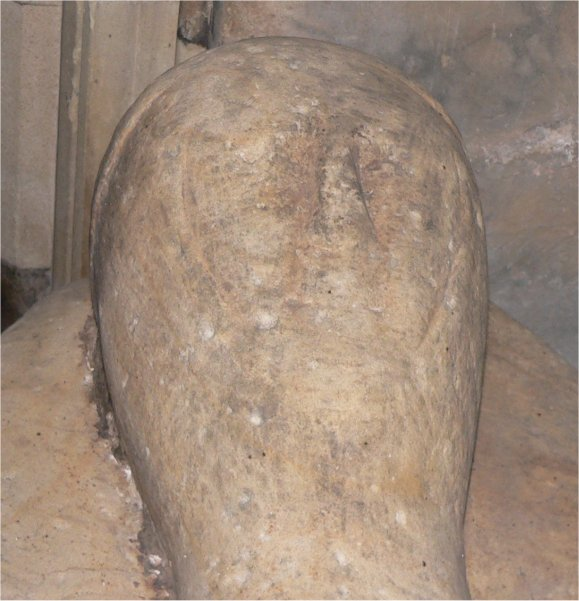
Detail van het gelaat van zijn voorstelling bij zijn tombe

Volgens de omschrijvingen was hij tenger gebouwd met brede schouders. Hij had zwart haar en een blanke huid. Hij was vriendelijk en attent. Ook werd hij beschreven als bescheiden.

## Jeugd
James was de zoon van William Douglas the Hardy en Elizabeth Stewart. William Douglas steunde William Wallace bij diens opstand tegen de Engelsen. Douglas werd door zijn vader al jong naar Frankrijk gestuurd voor zijn opvoeding en vooral ook voor zijn veiligheid. Hij werd daar page bij William de Lamberton, bisschop van St Andrews. Tijdens de oorlog werden de eigendommen van William Douglas verbeurd verklaard door de Engelsen. Na de Slag bij Stirling Bridge werd hij gevangengenomen als straf voor de politieke steun die hij aan William Wallace gegeven had. Hij werd vastgezet in de Tower of London. Een kans om zijn vrijheid te verkrijgen in ruil voor zijn zoon wees hij af. Hij overleed in de Tower in 1298. Mogelijk werd hij vermoord.
In 1306 keerde James Douglas terug naar Schotland samen met bisschop Lamberton. Hij verzocht Eduard I van Engeland om teruggave van de eigendommen van zijn familie, maar dit werd geweigerd. Deze weigering heeft er vermoedelijk mede voor gezorgd dat James zich aansloot bij de Schotse onafhankelijkheidsstrijders.

## Persoonlijk leven
Er is weinig bekend van zijn persoonlijke leven. Hij had in ieder geval twee zonen, namelijk William Douglas, Lord of Douglas, en Archibald Douglas bijgenaamd the Grim, Lord of Douglas en later ook Earl van Douglas.

## Militaire en politieke carrière

### Begin van zijn carrière
In maart 1306 ontmoette hij Robert the Bruce, die kort daarvoor John Comyn had gedood en op weg was naar Scone om zich te laten kronen tot koning van Schotland. Robert the Bruce wilde graag dat bisschop Lamberton bij de kroning aanwezig was en de bisschop had James vooruit gestuurd om zijn komst aan te kondigen. Na de ontmoeting met Robert the Bruce sloot James zich bij hem aan. De eerste veldslagen werden verloren door Robert the Bruce. Deze betroffen veldslagen tegen de Engelsen en tegen een groep Schotten die hem niet als koning erkende.
Tijdens de Slag bij Dalry in 1306, waarbij Robert the Bruce werd aangevallen door de clan Macdougall (voorheen aanhangers van de vermoorde Comyn), raakte James Douglas gewond. De eerste nederlagen zorgden ervoor dat Robert the Bruce en zijn volgelingen hun tactiek veranderden naar een guerrillaoorlog. Hierin zou James een belangrijke rol gaan spelen.
Een van de eerste successen van James kwam in 1307. Sir Robert Boyd was naar Arran gestuurd samen met James. James viel samen met zijn mannen een groepje Engelsen aan die proviand aan het uitladen waren voor Brodick Castle. De gouverneur van Arran probeerde met enkele soldaten te hulp te komen, maar ook hij werd in de strijd gedood.

### Douglas Castle

Wapenschild van James Douglas

Douglas Castle, de voormalige zetel van de familie Douglas, was door Eduard I van Engeland aan Sir Robert Clifford gegeven. James besloot wraak te nemen voor het verlies van zijn ouderlijke residentie. Hij verzamelde in de regio een groep mensen die trouw was gebleven aan zijn familie. Op palmzondag (19 maart 1307) vielen ze de soldaten van Clifford aan. De soldaten van het garnizoen waren op die dag allen naar de kerk gegaan. Tussen de kerkgangers zaten echter ook de volgelingen van James Douglas, bewapend met verborgen zwaarden. Met de strijdkreet Douglas, Douglas vielen zijn volgelingen aan. Na de kerk in brand te hebben gestoken, gingen ze door naar het kasteel, waarvan de poorten nog openstonden. De voorraden werden geplunderd, de gevangenen onthoofd en op een stapel gegooid. Het kasteel werd in brand gestoken. Deze aanval werd bekend als Douglas Larder (de proviandkamer van Douglas), vanwege de grote hoeveelheid aan voorraden die geplunderd werd.
Half 1307 was het kasteel echter alweer hersteld en had Clifford er een nieuw garnizoen, onder leiding van Thirlwall, geplaatst. Thirlwall gebruikte zijn soldaten soms ook om de lokale bevolking aan te vallen, zodra die met hun vee in de buurt van het kasteel kwamen. Ze deden dit om aan proviand te komen, omdat ze zich alleen binnen de kasteelmuren veilig voelden en daardoor niet via de normale manier aan voorraad konden komen. James liet een gedeelte van zijn soldaten zich vermommen als boeren met vee; de rest van zijn mannen lag in hinderlaag in de bossen. Thirlwall trok zoals verwacht met een groep soldaten uit het kasteel om de groep, die hij als boeren zag, aan te vallen. Nadat hij ver genoeg van het kasteel verwijderd was, kwam de groep van James uit de bossen met de inmiddels bekende kreet Douglas, Douglas. Thirlwall en de meerderheid van zijn soldaten werden gedood. De soldaten in het kasteel wisten echter op tijd de poorten te sluiten. Na deze aanval liet James Douglas bekend worden dat hij iedereen zou doden die zijn familiekasteel zou bezetten. Hierdoor duurde het lang voordat er weer iemand bereid was gevonden om kasteelheer te worden van Douglas Castle.
In augustus 1307 kwam er een nieuwe kasteelheer, Sir John Webton. Ook hij werd naar buiten gelokt door James Douglas. Ditmaal vermomde James zijn soldaten als vrouwen die met stro beladen paarden begeleidden. Webton en zijn soldaten werden gedood. Ditmaal werden de poorten niet op tijd gesloten, waardoor James het kasteel kon binnenvallen en plunderen. Webton bleek een brief bij zich te hebben van een vrouw die hij beminde. In die brief beloofde ze hem, dat ze met hem zou trouwen als hij Douglas Castle twaalf maanden in beheer zou kunnen houden. De reputatie van James Douglas was ondertussen zodanig dat sommige historici vermoedden dat de dame in kwestie niet wilde trouwen met Webton en hoopte op zijn dood. James stak het kasteel opnieuw in brand, waarna het niet meer hersteld werd. De verwoesting paste in het plan van de Schotten; hun troepenmacht was te zwak om de Engelsen direct te confronteren, een garnizoen in een kasteel zou nooit door andere Schotten ontzet kunnen worden in het geval van een belegering. Een kasteel was voor de Schotten dus nutteloos. Door het kasteel te verwoesten, kon het in ieder geval niet opnieuw door de Engelsen gebruikt worden. James liet ditmaal de soldaten die hij gevangen had vrij om terug te keren naar Engeland.

### Confrontatie met Engeland
In 1312 besloot Robert the Bruce zijn aanvallen op te voeren. Hij deed dat door een invasie van Engeland, wat daar geheel als verrassing kwam. Edward the Bruce, de broer van Robert, en James Douglas trokken met een strijdkracht naar Durham. Ze kwamen daar op een marktdag aan. Vele mensen werden gedood en er werd een grote buit binnengehaald door de Schotten. James trok verder naar Hartlepool en plunderde die stad ook. Robert the Bruce probeerde vervolgens ook nog Carlisle binnen te vallen, maar de stad sloot op tijd zijn poorten en was te sterk voor de Schotten om te belegeren. In de gevechten rondom die stad raakte James opnieuw gewond. De aanvallen in de regio waren echter over het algemeen een succes. De steden uit die regio zouden daarom de komende jaren Robert the Bruce betalen, om zo te voorkomen dat de Schotten opnieuw de regio zouden binnentrekken.
Op 19 februari 1314 veroverde James Roxburgh Castle. Hij deed dat op een feestdag van het garnizoen. Hij nam zestig van zijn mannen en gaf hun donkere kleding om te dragen over hun harnas. De wachters van het kasteel zagen hen wel, maar dachten dat het om vee ging. Met touwladders wisten de zestig mannen in het kasteel te komen en overmeesterden de wachters. Vervolgens stormden ze met de kreet Douglas, Douglas de grote hal binnen, waar de rest van het garnizoen aan het feestvieren was. Het kasteel werd veroverd en vervolgens verwoest om te voorkomen dat de Engelsen het opnieuw zouden kunnen bezetten.

### Battle of Bannockburn

Wapenschild dat door zijn nageslacht werd gevoerd. Het hart van Robert the Bruce staat erop afgebeeld.

De Slag om Bannockburn is zeer belangrijk geweest in de Schotse strijd om onafhankelijkheid. In de strijd van de voorgaande jaren waren de meeste steden in handen gekomen van de Schotten. Een van de belangrijkste steden die in 1314 nog in handen was van de Engelsen was Stirling. De stad werd vanaf 1313 al belegerd door Edward the Bruce. Sir Philip Moubray, beheerder van Stirling Castle, had aan de Schotten beloofd, dat als het kasteel niet voor 24 juni 1314 ontzet zou worden, hij het kasteel in hun handen zou geven. Deze belofte werd ook in Engeland bekend, waardoor het een prestigekwestie werd om de stad op tijd te ontzetten. Eduard II van Engeland verzamelde alle troepen die hij bijeen kon krijgen en trok op naar Stirling.
De Engelse troepen bestonden uit ongeveer 2.000 ridders te paard en ongeveer 20.000 man voetvolk. De Schotten waren veruit in de minderheid met een lichte cavalerie van 500 ruiters en 5.500 man voetvolk. Robert the Bruce verdeelde zijn manschappen te voet in vier groepen, waarbij James Douglas het bevel kreeg over een groep van 1.500 man. Op de ochtend van de strijd, 24 juni 1314, werd James tot ridder geslagen. De Schotten hadden een positie gekozen op een heuvel met bossen, waarlangs een meanderende rivier liep, de Bannock Burn.
De Engelsen vertrouwden op hun overmacht in troepensterkte. Ze bevonden zich uiteindelijk op de oevers van de rivier bij een  bocht, waardoor hun leger aan drie zijden omgeven werd door rivier en moeras. De vierde zijde was naar het westen gericht, waarvandaan de Schotten kwamen. Het front van het leger was relatief smal, waardoor het effect van de Engelse overmacht teniet werd gedaan. De Schotse troepen trokken geleidelijk op, waarbij het lukte om geen gat in de verdediging te laten vallen. De Engelse troepen raakten uiteindelijk in paniek en probeerden, voor een groot deel tevergeefs, over de rivier of door de moerassen, te ontsnappen. Ook Edward II vluchtte van de strijd weg. James vroeg Robert the Bruce toestemming om Edward II achterna te gaan, maar Robert the Bruce wilde niet het risico nemen om te veel troepen uit de strijd weg te halen. Hij gaf uiteindelijk zestig ruiters aan James Douglas mee. Tot aan Dunbar wist James de Engelse koning achterna te jagen, maar daar wist Edward II toch op tijd de stad te bereiken. Een aantal Engelsen lieten de paarden zelfs in hun haast buiten de stadsmuur staan. James nam deze mee als oorlogsbuit.

### Verdere carrière
In augustus 1314 trok James Douglas opnieuw het Engelse grondgebied in, samen met Edward the Bruce en John Soulis. Ze plunderden steden en kwamen uiteindelijk tot Richmond, alvorens terug naar het noorden te gaan. In 1315 trokken James en Thomas Randolph opnieuw Engeland in. De stad Hartlepool werd opnieuw geplunderd.
Ondertussen had Robert the Bruce een campagne gestart in Ierland. Ook hier kwam een groot deel van de bevolking in opstand tegen de Engelsen, waardoor de Engelsen hun troepen ook nodig hadden in Ierland. Dit gaf de Schotten in 1315 de kans om op grotere schaal Engeland binnen te vallen, waarbij ze Carlisle belegerden. Deze stad was echter te sterk, waardoor de Schotten moesten terugtrekken. Ook een poging van James om de stad onopgemerkt met kleine stormladders aan te vallen, terwijl Robert the Bruce de stad van de andere kant aanviel, mislukte, doordat de troepen voortijdig werden opgemerkt.
Vervolgens richtten de Schotten hun aandacht op de stad Berwick. De Schotse vloot wist de bevoorrading van de stad ernstig te beperken, waardoor er schaarste aan voedsel ontstond in de stad. Een Engelse ridder, Raymond de Calhoun, besloot dat hij liever strijdend ten onder ging dan dat hij verhongerde. Hij verzamelde een groep mannen, in strijd met de opdracht van de gouverneur, om in de omgeving van Berwick voedsel te verzamelen. James Douglas kreeg al snel bericht dat een kleine groep Engelsen de stad had verlaten. Hij verzamelde zo snel mogelijk alle soldaten die in de buurt waren en ging op zoek naar de groep Engelsen. Op het moment dat hij ze tegenkwam, besefte hij dat de groep Engelsen toch groter was dan zijn eigen groep; desondanks viel hij aan. Hij concentreerde zijn aanval op De Calhoun en nadat deze gedood was op het slagveld, vluchtten de overgebleven Engelsen. James beschouwde dit later als zijn moeilijkste slag in zijn loopbaan.
Inmiddels had James een legendarische status gekregen onder de Engelsen. Hierdoor daagde Sir Robert Neville, een Engelse ridder, Douglas persoonlijk uit. Douglas trok ten strijde en wist de troepen van Neville te verslaan en doodde Neville persoonlijk in de strijd. Hierdoor nam de roem van James Douglas binnen Engeland verder toe.
In 1318 kwam Edward the Bruce om tijdens de Slag van Faughart in Ierland. Hierdoor kwam de Schotse troon opnieuw in gevaar, aangezien Robert the Bruce geen mannelijk nageslacht had. Thomas Randolph, en als volgende in de lijn James Douglas, werden daarom door het parlement benoemd als beoogde Beschermheren van Schotland, voor het geval dat Robert the Bruce voortijdig zou overlijden. Eerder al werd James in 1316 bij afwezigheid van Robert the Bruce tot "Deputy of Scotland" benoemd.
In 1319 viel Eduard II van Engeland opnieuw Schotland binnen. Hij trok met 12.000 soldaten vanaf Newcastle in de richting van Berwick, welke inmiddels ingenomen was door de Schotten. Zijn echtgenote koningin Isabella, liet hij achter in York. De Engelsen richtten versterkingen rond Berwick op en belegerden de stad. Aangezien de Schotten onvoldoende troepen hadden om de stad te ontzetten, bedacht James Douglas een list; hij trok samen met Randolph en een kleine groep ruiters naar het zuiden. Hij liet hierbij uitlekken dat hij op weg was om Isabella gevangen te nemen en haar te gebruiken om een vrede af te dwingen. De bisschop van York verzamelde alle troepen die hij kon krijgen om tegen James ten strijde te trekken. De meeste soldaten uit die regio waren echter in Berwick. Hierdoor bestond het leger dat de bisschop samenstelde voornamelijk uit burgers en geestelijken. De slag had 's middags plaats in de regio van Myton. De Engelsen maakten geen kans en werden verslagen. Doordat de nacht inviel waren er nog een relatief groot aantal Engelsen dat wist te ontvluchten. Tijdens de slag werden vele priesters gedood, waardoor de slag bekend werd als de "Chapter of Myton" (Kapittel van Myton). Na deze slag plunderden de troepen van Douglas diverse steden in de regio. Nieuws hierover bereikte Edward II van Engeland, die vervolgens de belegering van Berwick opgaf.
Later in 1319 viel James Engeland nogmaals binnen. Kort daarna werd er een bestand voor twee jaar gesloten. Na afloop van dit bestand viel hij in 1322 opnieuw Engeland binnen, waarbij hij weer de stad Hartlepool plunderde. Ook in de volgende jaren zou James nog dikwijls Engeland binnentrekken.

### Kruistocht en overlijden

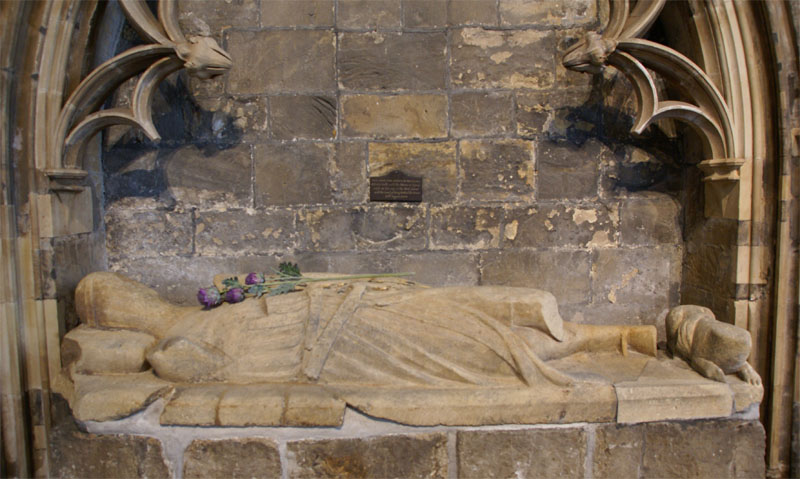
Tombe van James Douglas in St Bride's Church (Douglas)

Op 7 juni 1329 overleed Robert the Bruce. Op zijn sterfbed had hij kort ervoor aangegeven dat hij aan God beloofd had om een kruistocht te ondernemen naar Jeruzalem, zodra hij Schotland vast in zijn handen zou hebben. Dit bleek door zijn ziekte echter niet meer mogelijk. Hij vroeg daarom of zijn hart na zijn dood uit zijn lichaam verwijderd zou kunnen worden om in Jeruzalem begraven te worden. Hij vroeg aan zijn goede vriend James Douglas of deze die taak op zich zou willen nemen.
In de lente van 1330 begon James deze kruistocht, met om zijn nek een zilveren sieraad met daarin het hart van Robert the Bruce. Hij en zes anderen vertrokken per schip en arriveerden in Sluis in het huidige Nederland. Vervolgens voer hij verder naar Sevilla. Koning Alfonso XI van Castilië heette hem vriendelijk welkom, evenals de Engelse soldaten, die daar waren; hij was door zijn daden zelfs bij hen een zeer gerespecteerd ridder. De Engelsen waren verwonderd dat hij als oorlogsveteraan geen littekens in zijn gezicht had. Hij gaf aan dat dat kwam doordat hij sterke handen had om zijn gezicht te beschermen. Kort daarop trokken de Saracenen op naar Sevilla. Alfonso XI vroeg daarop of James wilde meestrijden tegen de Saracenen en daarbij het bevel zou willen voeren over een deel van de buitenlandse troepen in het leger van Alfonso XI. James stemde in en sloot zich aan bij de Slag bij Teba.
De Saracenen trokken als list tijdens de strijd plotseling terug, waarbij ze James en zijn troepen verder hun gebied in lokten. Deze tactiek was James onbekend. Vervolgens vielen de Saracenen opnieuw aan. De troepen van James werden hierdoor omsingeld door vijandelijke troepen. Desondanks wist hij zijn troepen bijeen te houden en probeerde hij een nieuwe bres door de vijandelijke linies te slaan om te kunnen terugkeren naar zijn eigen linie. Hij was hierin bijna geslaagd, toen hij Sir William Sinclair omsingeld zag door de Saracenen. Hij keerde terug om die ridder te helpen, maar werd hierbij uiteindelijk zelf gedood in de strijd.
Na afloop van de slag werd zijn lichaam gevonden, met eronder het zilveren juweel met daarin het hart van Robert the Bruce. Hij had vijf verwondingen die hem fataal waren geworden. De volgelingen van James Douglas stonden erop dat hij begraven zou worden in Schotland. Ze verwijderden hierop ook bij hem zijn hart en scheidden, volgens het daar geldende gebruik, zijn botten van zijn vlees. Zijn hart en botten werden meegenomen naar Schotland en begraven in St Bride's Church (Douglas), de kerk die James nog  in brand had gestoken tijdens de Douglas Larder. Zijn vlees werd begraven in Spanje. Ook het hart van Robert the Bruce werd teruggebracht naar Schotland, waar het begraven werd in Melrose Abbey.

## Nalatenschap
Het vele geld dat hij verzamelde tijdens zijn plundertochten in Engeland, vormden het kapitaal waarmee de clan Douglas groot werd. De clan werd later in tweeën gedeeld, waarbij de clan Black Douglas afstamde van James en zijn zoon Archibald, bijgenaamd the Grim, en de clan Red Douglas afstamde van de neef van James, namelijk George Douglas, Earl van Angus. De Black Douglases werden zeer machtig en kwamen vermoedelijk mede daardoor in conflict met andere clans en uiteindelijk met de koning, Jacobus II van Schotland. In 1440 werd de leider van de clan vermoord en in de daarop volgende jaren werd de macht van de clan volledig tenietgedaan.
James Douglas zelf wordt herinnerd als een kundig soldaat en strateeg. Vooral door zijn onverwachte aanvallen met relatief kleine groepen soldaten oogstte hij veel succes. De kreet Douglas, Douglas werd dan ook zeer gevreesd in het Engelse leger. Toch hadden de Engelsen ook veel respect voor zijn kundigheid als ridder en aanvoerder.